# Pevnost Silifke
Pevnost Silifke (turecky Silifke Kalesi, v latinských historických pramenech potom Camardesium) je zřícenina pevnosti, která se nachází v tureckém městě Silifke, jihozápadně od středu města.

## Poloha a rozměry
Pevnost stojí na vrcholku o nadmořské výšce 170 m n. m. V západo-východním směru má délku cca 280 metrů, v severo-jižním potom 75 metrů. Je dobře viditelná ze středu města a tvoří tak jeho dominantu. Zabírá celý vrcholek kopce, je oválného tvaru. Vchod se nachází ze severní strany. Z východní strany potom vede k pevnosti silnice od města.

## Historie

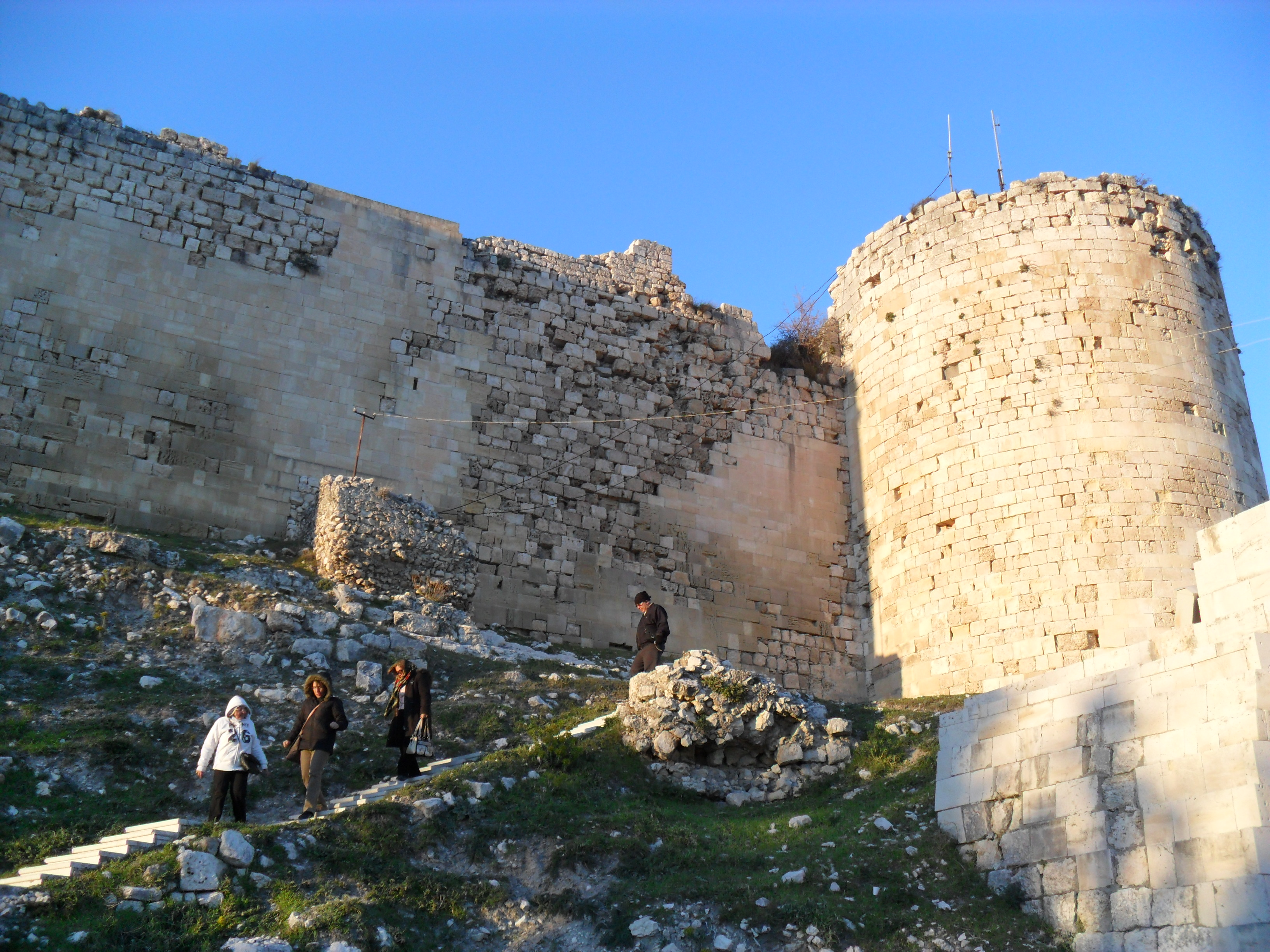
Zdi hradu

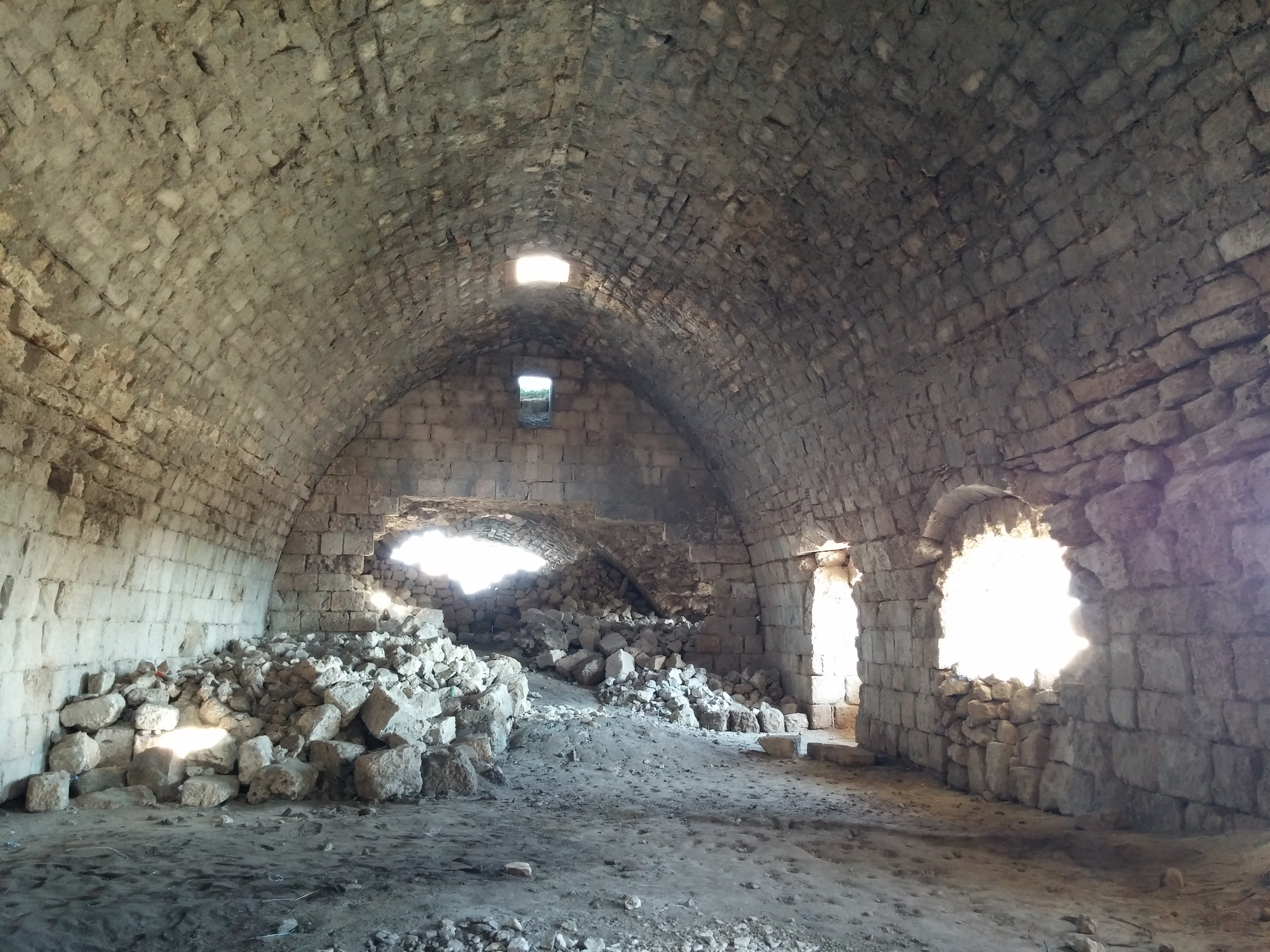
Podzemní prostory

Pevnost vznikla přestavbou raně řecké nebo římské stavby. Předpokládá se, že může být mezi nejstaršími na území Anatolie. Při vykopávkách byly nalezeny pozůstatky římského amfiteátru a byzantské cisterny (podzemní nádrže na vodu).
Původní pevnost byla opevněna do podoby středověkého hradu především Byzantinci, a to v období častých arabských nájezdů. V jejich rukách zůstala pevnost až do roku 1098, kdy ji obsadili křižáci.
Většina dnes existujícího zdiva byla nicméně postavena až během křížových výprav. Ve 13. století pevnost často měnila majitele. Několikrát ji zpět získali Byzantinci. Hrad po nějakou dobu využívalo také vojsko středověké Arménie, jak dokládá nápis z roku 1236. Nejspíše jej Arméni i přestavěli. Hrad využívali později i seldužčtí a osmanští Turci. Osmané se hradu zmocnili po dobytí Kypru. O existenci arménské působnosti a nápisu psal již Francis Beaufort, který na počátku 19. století navštívil Kilíkii a tedy i tento hrad s městem Silifke. Jeho závěry potvrdil i Victor Langlois, který lokalitu procestoval v polovině 19. století také.
Uvnitř hradu oválného tvaru, který byl postaven na 185 metrů vysokém kopci s výhledem na Silifke a obklopen příkopem, se nacházejí klenuté galerie, cisterny na vodu, sklady a pozůstatky dalších staveb.
Turecký cestovatel ze 17. století Evlija Čelebi ve své knize Seyahatname uvedl, že hrad Silifke měl v 17. století 23 bašt, mešitu a šedesát domů; přesné určení je však obtížné, protože některé bašty a interiér hradu jsou zcela zničené. Do současné doby se dochovalo celkem deset bašt. Měly se zde také nacházet cisterny a sklepy, které byly vykopány v hloubce pěti metrů pod zemí. K pevnosti přiléhal kamenný most z 1. století, který byl v roce 1870 zbořen a nahrazen novějším.
Od roku 2011 v pevnosti probíhá rozsáhlý archeologický výzkum. V roce 2021 procházel hrad celkovou obnovou realizovanou za cílem otevřít stavbu především turistům. Uvnitř hradu stojí dnes pozůstatky paláce a řady hospodářských budov (tj. obvodové zdi).